# Harpagifer bispinis
Harpagifer bispinis är en fiskart som först beskrevs av Forster, 1801.  Harpagifer bispinis ingår i släktet Harpagifer och familjen Harpagiferidae. Inga underarter finns listade i Catalogue of Life.